# Szlachcic mieszczanin
Szlachcic mieszczanin (pierwotnie: Jarmark, początkowo na afiszach także: Szlachcic mieszczaninem) – polska sztuka teatralna (komedia w trzech aktach) autorstwa Józefa Wybickiego.
Sztuka została napisana w 1791, ale wydanie drukowane nastąpiło dopiero w 1948 i 1963. Sztukę po raz pierwszy wystawiono w Warszawie 25 listopada 1791, a powtórzono 27 listopada. Następnie wystawiono ją jeszcze co najmniej dwa razy: 26 grudnia 1791 i 4 lutego 1792 (z nowymi scenami). Według opinii Wojciecha Bogusławskiego była ona wyborna i przyjęto ją z wielkimi oklaskami.
Treść sztuki nawiązuje do wcześniejszego utworu Wybickiego – Kuligu z 1783, a także do dzieła Moliera – Mieszczanin szlachcicem. Schematem fabuły i tematyką polityczną odnosi się natomiast do Burmistrza poznańskiego autorstwa Jana Baudouin’a. W utworze chodzi o doprowadzenie fabuły do takiego punktu, w którym szlachcic poddaje się dobrowolnie sprawiedliwym uregulowaniom prawa miejskiego. Główną postacią jest Sędzic – szlachcic, który dobrowolnie chce stać się mieszczaninem, poślubiając córkę Burmistrza i odwracając sytuację ze sztuki Moliera. Pobudki Sędzica są nie tylko romansowe, ale także patriotyczne – rozumie on postępowość społeczną klasy mieszczańskiej. Przeciwnikami obrotu sprawy są tradycjonaliści, na czele których stoi sarmacki zawadiaka, warchoł i pijak, a do tego szowinista nienawidzący cudzoziemców (większość scen rozgrywa się podczas jarmarku pełnego obcokrajowców). Ostatecznie Sędzic łączy się z Burmistrzanką, a wszyscy składają symboliczny hołd królowi, którego portret wisi wielkiej sali ratusza. Wybicki nie zaznaczył o jakie miasto chodzi, choć w przekreślonym fragmencie drugiej wersji mowa była o Zwierzchności miasta Kościana. Zawadiaka i pijak przedstawiany jest jako szlachcic spod Śremu. Z kolei Burmistrz wspomina o bliskości Łowicza. Wybickiemu chodziło prawdopodobnie o odmiejscowienie akcji i jej uogólnienie na tereny całej Rzeczypospolitej.